# Constituição Política do Estado do Ceará
A atual Constituição Política do Estado do Ceará  foi promulgada pela Assembleia Estadual Constituinte do Ceará no dia 5 de outubro de 1989. É a carta magna do Estado do Ceará, no Brasil; elaborada de acordo com os princípios da Constituição do Brasil de 1988.

## Preâmbulo
| “ | Em nome do povo cearense, no exercício da atividade constituinte, derivada da expressa reserva de poder da representação soberana da Nação brasileira, a Assembleia Estadual Constituinte, invocando a proteção de Deus, adota e promulga a presente Constituição, ajustada ao Estado Democrático de Direito, implantado na República Federativa do Brasil.. | ” |

## Corpo redacional
O corpo Constituição Política do estado do Ceará elenca-se em 336 artigos e o ADCT, Ato das Disposições Transitórias, é redigito em 41 artigos.

## Elenco constituinte

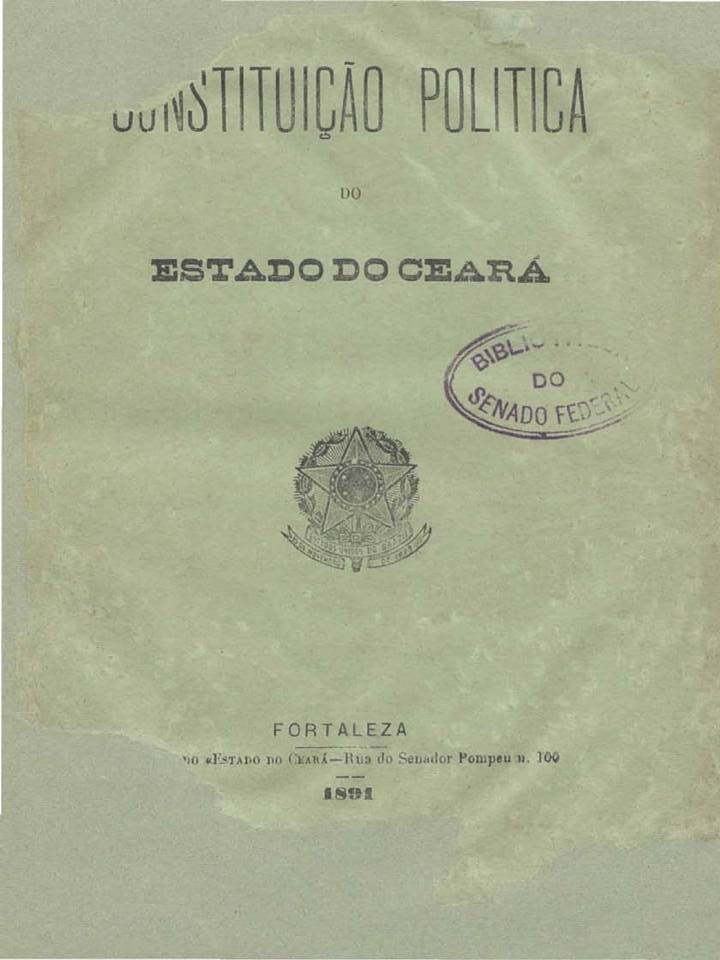
Exemplar da Constituição Política do Estado do Ceará de 1891, pertencente ao acervo da Biblioteca do Senado Federal do Brasil. Teve Clóvis Beviláqua como um dos deputados constituintes.

A Assembleia Constituinte foi assim composta:
- Antônio Câmara, Presidente – Antônio dos Santos, 1o Vice-Presidente, – Macário de Brito, 2o Vice-Presidente, – Narcélio Limaverde, 1o Secretário – Ilário Marques, 2o Secretário – Geraldo Azevedo, 3º Secretário – Elmo Moreno, 4º Secretário – Everardo Silveira, Relator – Barros Pinho, Presidente de Comissão – Jarbas Bezerra, Relator de Comissão – Agaci Fernandes – Alceu Coutinho – Alexandre Figueredo – Antônio Jacó – Antônio Tavares – Bitu dos Santos – César Barreto – Cláudio Pinho – Domingos Fontes – Edson Silva – Érasmo Alencar – Erivano Cruz – Eudoro Santana – Fonseca Coêlho – Francisco Aguiar – Franzé Moraes – Gomes Farias – Henrique Azevedo – João Alfredo – João Luiz – João Viana – Júlio Rêgo – Liaderson Pontes – Luiz Pontes – Manoel Duca – Marcos Cals – Maria Dias – Maria Lúcia – Nonato Prado – Nilo Sérgio – Paulo Quezado – Pedro José – Pinheiro Landim – Tarcísio Monteiro – Teodorico Menezes – Tomaz Brandão.
- PARTICIPANTES:

Carlos Cruz – Carlos Macêdo – Casimiro Neto – Ciro Ferreira Gomes – Ednaldo Bessa – Figueiredo Correia – José Bezerra – José Prado – Marcus Viana – Moésio Loiola de Melo.

## Primeira emenda
A primeira emenda  ao texto constitucional foi promulgada pela mesa da Assembleia Legislativa do Ceará no dia 9 de abril de 1991 e até dezembro de 2011 acrescentam-se outras 72.

## Constituições anteriores do Ceará
Os estados foram autorizados a elaborarem suas Cartas Políticas por fundamento do decreto N°. 1 do governo Provisório republicano, baixado em 15 de novembro de 1889. Em matéria divulgada em 10 de outubro de 2007 pelo jornal Diário do Nordeste diz-se: "o Estado do Ceará elaborou sua primeira Constituição republicana em 1891, criando uma câmara de deputados e um senado estadual, e em 1892 outra constituição estadual foi promulgada. Outras constituições estaduais se sucederam em 1921, 1925, 1935, 1945,1947, 1967 e 1989. O Estado do Ceará elaborou 9 constituições, já o Brasil possuiu 6 constituições federais e 1 constituição imperial".
A citada matéria ainda informa na gestão Marcos Cals uma parceria entre a Assembleia Legislativa do Ceará e a Universidade Federal do Ceará republicou todas as constituições cearenses e que as mesmas estão dispostas no sítio oficial da ALECE e na Biblioteca da Assembleia Legislativa do estado do Ceará.